# Дуарте, Белфорт
Жуан Евангелиста Белфорт Дуарте (порт. João Evangelista Belfort Duarte; 27 ноября, 1883, Сан-Луис — 27 ноября 1918, Кампу-Белу) — бразильский футболист и футбольный деятель. Один из основателей клуба «Маккензи Коллеж». На клубном уровне выступал за «Маккензи Коллеж», в котором учился, и «Америку», где выполнял функции игрока, капитана, тренера и генерального менеджера. В 1906 году работал в фирме Light & Power company.
Дуарте прибыл в Рио-де-Жанейро 27 декабря 1907 года из Сан-Паулу, в котором учился и играл за «Маккензи Колледж» по целому ряду причин, но приезд в Рио подарил Дуарте знакомство с клубом «Америка». Дуарте слил с «Америкой» команду «Хаддок Лобо», который имел в собственности офис в Руа Кампус, который стал и до сих пор является головным офисом клуба. В 1913 году Дуарте помог «Америке» выиграть первую Кариоку и выступал за клуб до 11 июля 1915 года, когда провёл последнюю игру против «Фламенго». После этого он год тренировал клуб, сделав его чемпионом штата Рио-де-Жанейро.
Белфорт Дуарте до сих пор является образцом руководителя футбольного клуба, своим умением построить все звенья управления командой и её структурными единицами. Белфорт открыл двери в «Америку» чернокожим спортсменам и сменил в 1908 году цвет формы на красный, в котором клуб выступает и в наши дни, он открыл культуру боления, призывая фанатов команды криками встречать футболистов. Он помог совершить «Америке» первый в истории матч с иностранной командой, приехавшей в Бразилию, также Дуарте перевёл англоязычные правила футбола на бразильский язык. Белфорт Дуарте умер в день своего рождения 27 ноября 1918 года от набирающией силу эпидемии испанского гриппа на своей ферме в Кампу-Белу, оставив вдовой супругу Аиду Дебору Беллингер (годы жизни: 10 февраля 1882 — 18 августа 1942), с которой сочетался законным браком 5 декабря 1901 года и дочь Мэри. Именем Дуарте названа премия, присуждаемая игроку, отыгравшему 200 матчей без предупреждений, также именем Дуарте был назван стадион «Коритибы» до реконструкции.

## Голы Дуарте
| №  | Дата            | Клуб            | Соперник          | Счёт | Голы | Турнир                         |
| 1  | 23 июля 1904    | Маккензи Коллеж | АА дас Палмейрас  | 4:0  | 1    | Чемпионат штата Сан-Паулу      |
| 2  | 1 июня 1905     | Маккензи Коллеж | Сан-Паулу Атлетик | 3:5  | 1    | Чемпионат штата Сан-Паулу      |
| 3  | 16 мая 1909     | Америка (Рио)   | Хаддок Лобо       | 2:1  | 1    | Чемпионат штата Рио-де-Жанейро |
| 4  | 17 октября 1909 | Америка (Рио)   | Атлетас Параэнсес | 6:2  | 1    | Товарищеский матч              |
| 5  | 17 июля 1910    | Америка (Рио)   | Хаддок Лобо       | 4:2  | 2    | Чемпионат штата Рио-де-Жанейро |
| 6  | 27 августа 1911 | Америка (Рио)   | Рио Крикет        | 3:1  | 1    | Чемпионат штата Рио-де-Жанейро |
| 7  | 19 мая 1912     | Америка (Рио)   | Фламенго          | 3:6  | 1    | Чемпионат штата Рио-де-Жанейро |
| 8  | 2 июня 1912     | Америка (Рио)   | Бангу             | 4:0  | 1    | Чемпионат штата Рио-де-Жанейро |
| 9  | 7 июля 1912     | Америка (Рио)   | Мангуэйра         | 7:2  | 2    | Чемпионат штата Рио-де-Жанейро |
| 10 | 16 мая 1915     | Америка (Рио)   | Бангу             | 5:0  | 2    | Чемпионат штата Рио-де-Жанейро |
| 11 | 13 июня 1915    | Америка (Рио)   | Сан-Кристован     | 3:1  | 1    | Чемпионат штата Рио-де-Жанейро |

## Достижения

### Как игрок
- Чемпион штата Рио-де-Жанейро: 1913

### Как тренер
- Чемпион штата Рио-де-Жанейро: 1916